# 加州州立大學薩克拉門托分校

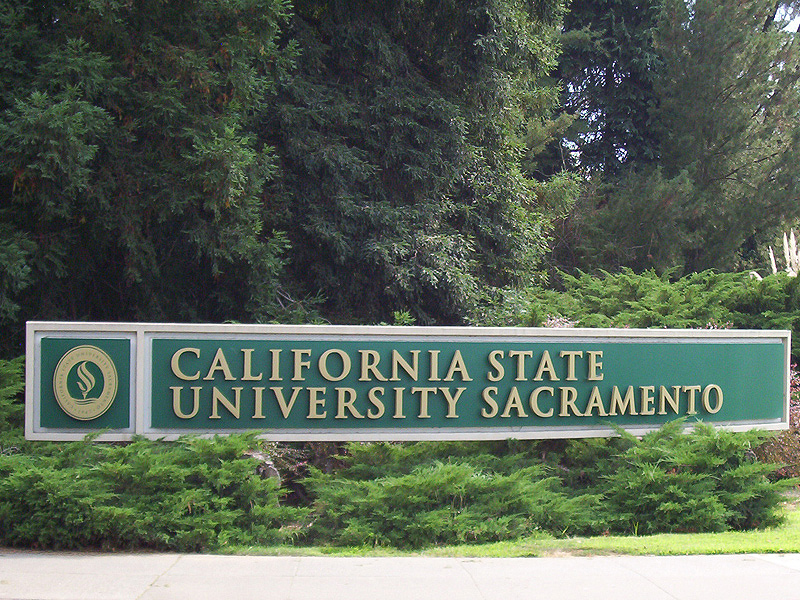
大學北門

沙加緬度加利福尼亞州立大學 (California State University, Sacramento；常用簡稱、沙加緬度加州州大；又常被譯為加州州立大學沙加緬度分校) 是一所位於美國加州首府沙加緬度的公立大學。該校屬於加利福尼亞州立大學系統。2015年在《美國新聞與世界報道》“西部地區大學排名”中排在第58位。

## 院系
沙加緬度加州州大设有文学院、商学院、教育学院、工程與计算机学院、健康与护理学院、自然科学与数学学院、社会科学与交叉科学学院以及继续教育学院，每年颁发60种本科学位及40种研究生学位，并与太平洋大学联合颁发法律博士学位。教育学院近年新开设教育学博士学位。Sac State每年均被《美国新闻与世界报道》评为西部最佳大学之一。

## 著名校友

### 影劇界與媒體
- 影帝汤姆·汉克斯（Tom Hanks）
- 演员卡洛斯·阿拉兹拉奎（Carlos Alazraqui，「Reno 911」主演）
- 演员里克·洛索维奇（Rick Rossovich）
- 导演喬·卡纳汗（Joe Carnahan）
- 新闻播音员吉塞爾·费尔南德斯（Giselle Fernandez）
- 新闻播音员莱斯特·霍尔特（Lester Holt）
- 新闻播音员胡安·伦登（Joan Lunden）
- 新闻播音员芮妮·赛勒（Rene Syler）
- 艺术家格利高里·孔多斯（Gergory Kondos）
- 艺术家维恩·赛鲍德（Wayne Thiebaud）
- 音乐家博比·麦克费林（Bobby McFerrin，格莱美奖得主）
- 歌星辛蒂·尼尔森（Cindy Nelson）
- 作家理查德·梅布里（Richard Maybury）
- 美国偶像斯帝維·斯科特（Stevie Scott）
- 香港女歌手及演員蔣麗萍

### 法界與政界
- 联邦法院法官：Janice Rogers Brown
- 西沙加緬度市长：Christopher Cabaldon
- 斯托克顿市市长：Edward Chavez
- 前州长夫人：Sharon Davis
- 前加州副州长和众议员：Mervyn Dymally
- 加州议员：Bill Emmerson
- 前众议员：Vic Fazio
- 地区检察官：Bradford Fenocchio
- 沙加緬度女议员：Lauren Hammond
- 众议员 Wally Herger
- 参议员：Bill Leonard
- 加州议员：Lloyd Levine
- 沙加緬度议员：Kevin McCarty
- 前国家安全局助理主任：Ray Shaddick
- 澳門特別行政區行政長官：崔世安

### 商界
- 「Sleep Train Mattress Center」创始人：Dale Carlsen
- 餐馆大亨：Randy Paragary
- 地产大亨：Angelo Tsakopoulos
- 「Java City」咖啡连锁店创始人：Tom Weborg

### 體育界
- 橄榄球教练：Greg Knapp
- 橄榄球明星四分卫：Aaron Garcia
- 橄榄球明星四分卫：Ricky Ray
- 橄榄球明星：Otis Amey
- 橄榄球明星：Mike Black
- 橄榄球明星：Mike Carter
- 橄榄球明星：Dan Chamberlain
- 橄榄球明星：John Farley
- 橄榄球明星：Rob Harrison
- 橄榄球明星：Jon Kirksey
- 橄榄球明星：Marko Cavka
- 橄榄球明星：Tony Cobrin
- 橄榄球明星：John Gesek
- 橄榄球明星：Lorenzo Lynch
- 橄榄球明星：Al Nicholas
- 橄榄球明星：Lonie Paxton
- 橄榄球明星：Greg Robinson
- 橄榄球明星：Charles Roberts
- 橄榄球明星：Daimon Shelton
- 橄榄球明星：Lindy Winkler
- 冰球明星：Mike Lange
- 棒球明星：Buck Martinez
- 篮球明星：Jameel Pugh
- 篮球明星：Greg Reed
- 籃球明星：吳永盛

- 拳击明星：Norm Tavalero

## 外部連結
- Official website（页面存档备份，存于）
- Official athletics website（页面存档备份，存于）